# Кнессет 21-го созыва
Кнессет 21-го созыва (ивр. הכנסת העשרים ואחת‎) — парламент Государства Израиль, избранный 9 апреля 2019 года. Просуществовал всего пять месяцев: 30 мая проголосовал за самороспуск.
Следующие выборы состоялись в сентябре.

## Результаты выборов
По итогам выборов в кнессет 21-го созыва прошли 11 партий и блоков:
| Партия (блок)        | Лидер партии       | Число мандатов | Мандатов в 20 кнессете | Рост/падение |
| -------------------- | ------------------ | -------------- | ---------------------- | ------------ |
| «Ликуд»              | Биньямин Нетаньяху | 35             | 30                     | ▲+5          |
| «Кахоль-Лаван»       | Бени Ганц          | 35             | 11                     | ▲+24         |
| «ШАС»                | Арье Дери          | 8              | 7                      | ▲+1          |
| «Еврейство Торы»     | Яаков Лицман       | 8              | 6                      | ▲+2          |
| «Авода»              | Ави Габай          | 6              | 18                     | ▼-12         |
| «Хадаш-Тааль»        | Айман Уда          | 6              | 5                      | ▲+1          |
| «Наш дом — Израиль»  | Авигдор Либерман   | 5              | 6                      | ▼-1          |
| «Союз правых партий» | Рафи Перец         | 5              | 5                      | ▬ 0          |
| «Раам-Балад»         | Аббас, Мансур      | 4              | 8                      | ▼-4          |
| «Кулану» («Все Мы»)  | Моше Кахлон        | 4              | 10                     | ▼-6          |
| «Мерец»              | Тамар Зандберг     | 4              | 5                      | ▼-1          |

В мае из Ликуда вышел один человек и сформировал фракцию Ахи. Раам-Балад разделился на 2 фракции.

## Основные позиции
Первое заседание двадцать первого Кнессета, на котором его члены принесли присягу государству, состоялось 30 апреля 2019 года. Заседание открыл президент государства Реувен Ривлин, который передал управление бывшему спикеру кнессета Юлию Эдельштейну. Позже в тот же день, Юлий Эдельштейн был избран на третий срок в должности спикера Кнессета.

## События
30 мая 2019 года назначены досрочные выборы в Кнессет Израиля.
1 июля 2019 года избран новый государственный контролёр Матаньяху Энгельман.